# 시리아-프랑스 전쟁
시리아-프랑스 전쟁은 1920년 일어난 하심가가 지배하는 신생국 시리아 아랍 왕국과 프랑스 사이의 전쟁이다. 마이살룬 전투에서 절정에 달한 일련의 교전 끝에 프랑스군은 1920년 7월 24일 다마스쿠스를 점령하며 하심가 시리아의 군주 파이살 1세와 그의 지지자들을 물리쳤다. 7월 25일에는 시리아에 알라 알 딘 알 다루비의 친프랑스 신생 정부가 수립되었다. 또한 시리아는 프랑스 위임통치령 시리아 내에 수 개의 종속국으로 갈라졌다. 신생 위임통치령인 영국 위임통치령 메소포타미아의 지위에 대해 고민하던 대영제국은 파이살 1세를 이라크의 새로운 왕으로 즉위시켰다.

## 배경
제1차 세계 대전이 끝날 무렵인 1918년 9월 30일, 에드문드 앨렌바이가 이끄는 영국령 이집트 원정군은 다마스쿠스를 점령했으며, 곧이어 튀르크와 맞서 싸우던 아랍 반란의 끝물인 1918년 10월 3일 하심가의 파이살도 다마스쿠스에 입성한다. 1919년 10월 5일 앨렌바이 장군의 허가 하에 파이살은 다마스쿠스에서 아랍 제헌정부의 수립을 선포한다.
영국과 프랑스간에 오스만 제국의 남은 영토를 분할한다는 1916년 사이크스–피코 협정에 따라 프랑스는 레반트 지역에 군정이 수립했다. 중동의 프랑스 정부 대표이자 시리아를 중심으로 한 프랑스 레반트군의 지휘관으로 앙리 고러드가 임명되었다.
유럽에서 일어난 이 사건으로 시리아 아랍 왕국은 결국에는 프랑스 위임총치령으로 들어가게 될 것이었지만, 알파타트와 같은 시리아 민족주의 세력이 국가의회를 수립하는데 준비하도록 하는 촉매제가 되기도 했다. 이 시리아 민족주의 세력들은 아랍 왕국의 완전한 독립과, 하심가 파이살 지배하의 아랍세계 통일을 주창했다. 1919년 6월 13일 시리아 의회 첫 회의가 열렸고, 하심 알 아타시가 시리아의 첫 대통령으로 추대되었다. 6월 25일에는 킹-크레인 회의가 다마스쿠스에 도착하여 "독립 아니면 죽음을!"이라는 전단지를 뿌리고 다녔다. 1919년 7월 2일 시리아 의회는 파이살을 왕으로 완전한 독립적 입헌군주로 추대하였으며 미국으로부터 도움을 청하고 프랑스의 권리를 거부하는 등의 여러 결의안을 통과시켰다. 영국이나 미국이 자신들을 도와 개입하여 프랑스를 물리칠 것이라는 파이살 왕의 희망은 시리아 아랍 왕국의 창설과 파괴의 촉매재인 영국-프랑스 협정과 같은 여러 생각들로 인해 빠르게 사라졌다. 영국-프랑스 협정으로 영국군은 시리아에서 전면 철수했으며 이는 시리아에서의 영국군 개입의 종말을 의미하는 것이었다.
결국, 1920년 1월 파이살은 클레멘시우와의 협상을 통해 프랑스는 시리아 정부의 존재를 인정하고 프랑스 정부는 자문의원, 고문, 기술 전문가를 시리아에 두는 유일한 국가로 남아 있는 한 시리아 지역에 병력을 배치하지 않겠다는 협약을 받아낸다. 이 협약 체결 소식으로 반프랑스 독립주의자 지지자들은 격양되었으나 파이살은 이에 대해 잘 대처하지 못했고 이 사람들은 파이살에게 프랑스와의 협약을 취소하라고 압박했다.

## 전개

### 전국적 봉기

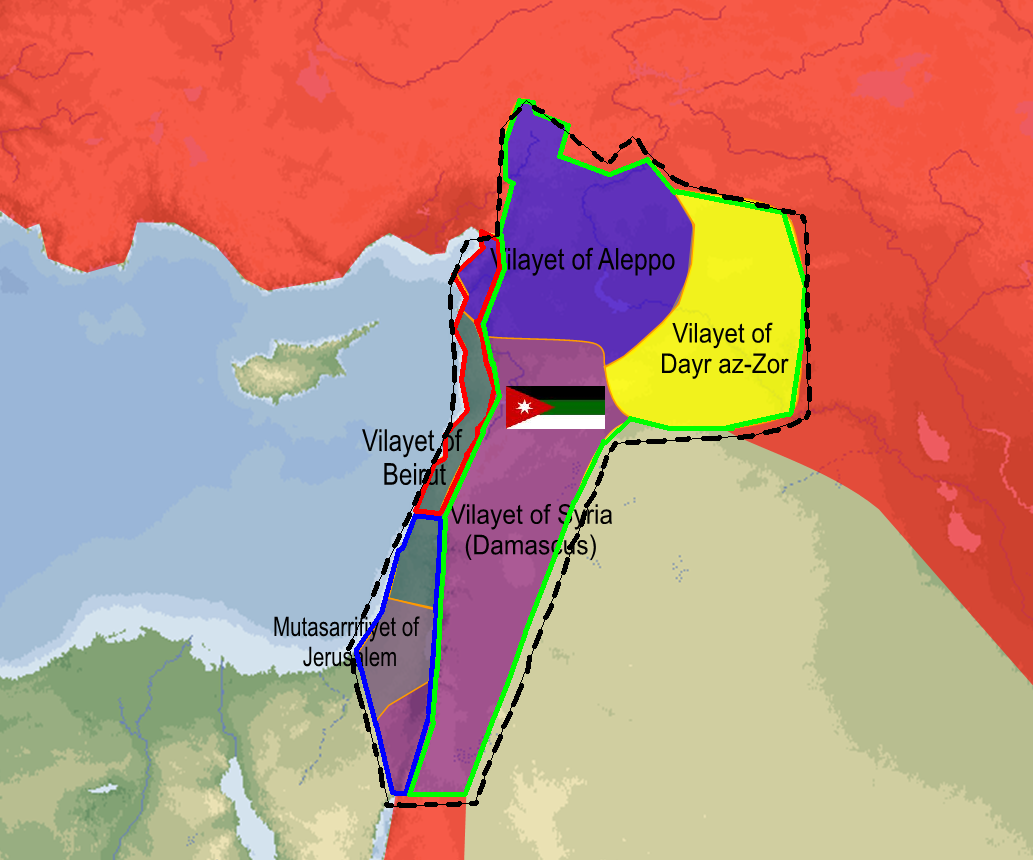
1920년 3월 8일 수립된 시리아 아랍 왕국의 지도

1920년 1월 클레멘시우와의 협상의 여파로 시리아 전역에서 산발적으로 프랑스군과의 물리적 충돌이 일어났으며 1920년 3월 시리아 의회가 소집되어 파이살을 시리아의 국왕으로, 하심 알 아타시를 총리로 한 시리아 아랍 왕국이 정식으로 수립되었다. 1920년 3월 8일 다마스쿠스에서 시리아 아랍 왕국이 독립을 선포하였으며 프랑스와의 분쟁은 이때서부터 본격적으로 시작되었다.
이 일은 영국과 프랑스의 반발을 불러왔으며 1920년 4월 국제 연맹의 주최로 열린 산레모 회담을 통하여 시리아에 프랑스 위임통치령 시리아가 정식으로 수립되었다. 곧바로 신생국가 시리아 아랍 왕국 전역에 시리아 아랍 민족주의자와 프랑스군 사이 대대적인 전쟁이 발발하였다. 텔하이 전투와 같은 아랍 민병대의 여러 폭력사태로 프랑스는 국제 지원을 받을 수 있게 되었다.
국제 연맹은 시리아의 프랑스 위임통치를 계획대로 진행하도록 했고, 프랑스 장군 앙리 고너드는 시리아 정부에게 군대를 해산하고 프랑스 통치하에 전권을 넘기라는 최후통첩을 보냈다. 프랑스와의 장기간 혈전에 대해 걱정한 파이살은 1920년 7월 14일 항복했으나 파이살의 반응은 고너드에게 가지 않았고, 시리아의 국방장관인 유수프 알아즈마는 왕을 무시하고 시리아 아랍 왕국을 진격하는 프랑스로부터 방어하기 위해 마이살룬으로 진격하라는 명령을 내린다. 다마스쿠스 하심가 정부는 마지못해 프랑스의 최후통첩을 받아들이고 모든 군대를 해산한다.

### 마이살룬 전투
파이살 국왕은 프랑스의 최후통첩을 받아들었으나 유수프 알아즈마는 이를 거부했다. 그는 해산된 군대와 민간인 일부를 모아 무장시켰으나 현대적으로 무장된 프랑스군보다는 부족했으며 이 군들을 마이살룬으로 진격시켰다. 알아즈마는 이 전투에 대한 환상은 없었지만 시리아는 전투 없이 항복하여 프랑스의 시리아 점령을 정당화하는 일은 없게 할 것이라는 것을 분명히 밝혔다. 마이살룬 전투에서 시리아군은 패배했다. 프랑스 장군 마리아노 고이벵은 시리아군을 손쉽게 물리쳤으며, 유수프 알아즈마는 이 전투에서 사망하였다.

### 종전

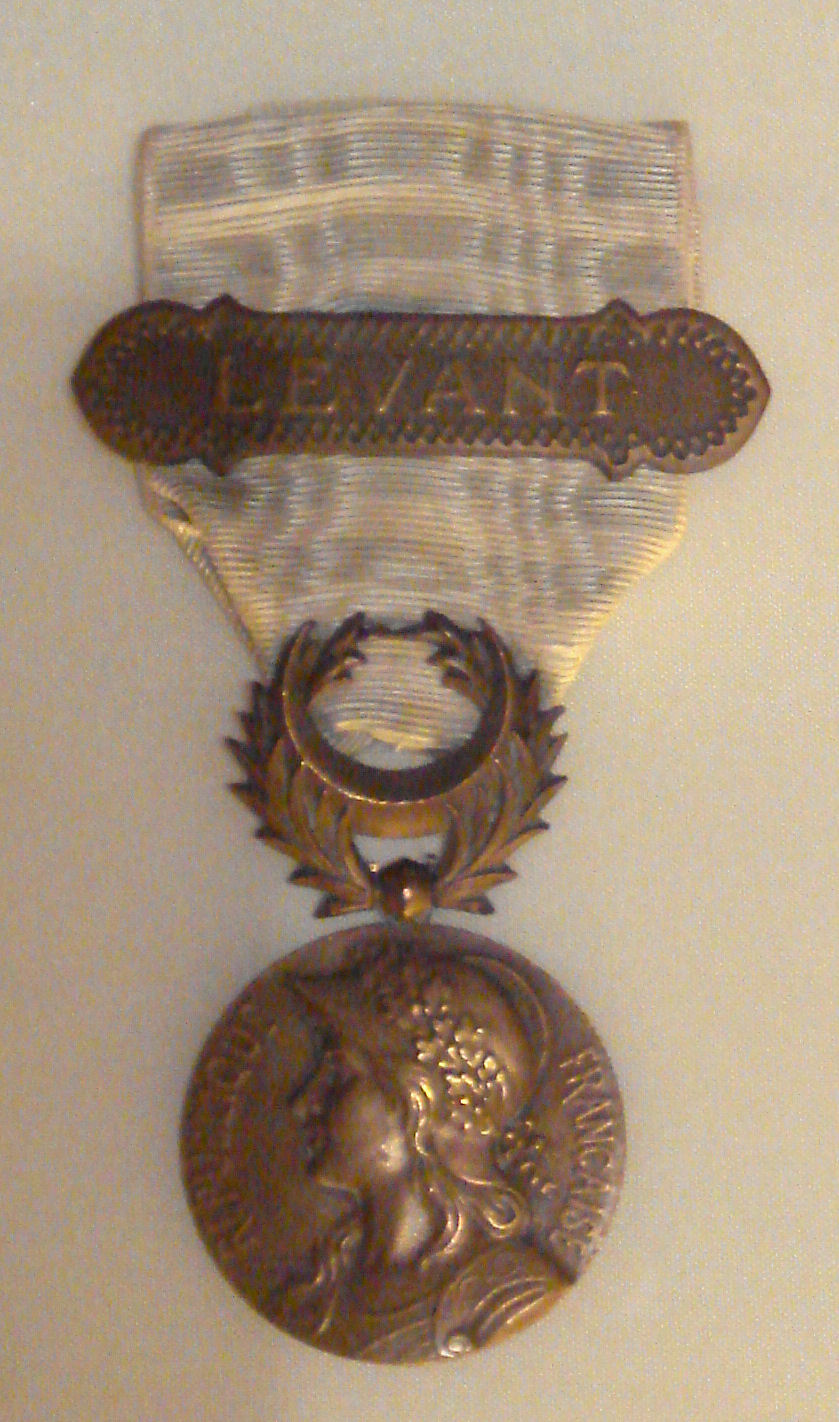
1922년 7월 18일 수여된 프랑스군의 베테랑 훈장 Cilicia Levant.

1920년 7월 24일, 프랑스군이 저항 없이 다마스쿠스를 함락시키면서 전쟁은 최종장으로 돌입했다. 다음날 시리아 아랍 왕국은 해산했으며 프랑스의 행정부가 다시 수립되었다.

## 여파
산레모 회담과 마이살룬 전투의 패배로 시리아의 파이살 왕 군주정이 해산하면서 앙리 고너드는 시리아 지역에 프랑스 위임통치령 행정부를 수립하였다. 위임통치령 지역은 6개 주로 세분되었다. 이 주는 다마스쿠스국 (1920년), 알레포국(1920년), 알라위국(1920년), 자발 드루즈국 (1921년), 알렉산드레타 산자크 자치령 (1921년), 대레바논 (1920년)이었다.

## 같이 보기
- 대시리아 봉기
- 술탄 알트라시
- 중동의 현대 분쟁 목록